# Pseudantechinus ningbing
Pseudantechinus ningbing е вид бозайник от семейство Торбести мишки (Dasyuridae).

## Разпространение
Видът е разпространен в Австралия.